# Assemblée constituante de l'Inde
Législature unique
Conseil législatif impérial (en) Parlement de l'Inde
Sansad Bhavan
L'Assemblée constituante de l'Inde (en anglais : Constituent Assembly of India) est l'organe constituant  formé en 1946 dans le Raj britannique pour préparer la Constitution de l'Inde indépendante.
Ses membres, désignés au scrutin indirect par les assemblées provinciales, se réunissent pour la première fois le 9 décembre 1946. Le 3 juin 1947, les membres représentant les provinces amenées à former le Pakistan quittent l'Assemblée indienne pour former l'Assemblée constituante pakistanaise à Karachi. Le 15 août 1947, l'Inde devient indépendante sous la forme d'un dominion et le 26 novembre 1949, la nouvelle Constitution est adoptée.
Celle-ci entre en vigueur le 26 janvier 1950. L'Assemblée constituante devient alors le Parlement provisoire de l'Inde jusqu'aux premières élections à la Lok Sabha.

## Composition
L'Assemblée constituante est composée de 296 représentants des provinces du Raj et de 93 représentants nommés par les États princiers. 
Les représentants des provinces sont élus par les assemblées provinciales au cours de l'année 1946 : le Congrès remporte 208 sièges et la Ligue musulmane 73, dont la quasi-totalité des sièges réservés aux musulmans. 
En juin 1947, les membres représentant les provinces du Sindh, du Bengale oriental, du Baloutchistan, du Pendjab occidental et de la Frontière du Nord-Ouest se retirent pour former l'Assemblée constituante pakistanaise. Seuls 28 membres de la Ligue musulmane restent membre de l'Assemblée indienne. 
Un gouvernement intérimaire est formé le 2 septembre 1946 avec Jawaharlal Nehru à  sa tête. Après l'indépendance, le gouvernement Nehru I est formé.

## Organisation
Sachchidananda Sinha préside à la première réunion de l'Assemblée constituante le 9 décembre 1946. Rajendra Prasad est ensuite élu président avec H.C. Mookerjee comme vice-président. 
Benegal Narsing Rau est nommé conseiller constitutionnel de l'Assemblée alors que le leader dalit B.R. Ambedkar préside le comité de rédaction de la Constitution. L'Assemblée constituante compte également les comités suivant :
- Comité des règles et procédures (présidé par Rajendra Prasad)
- Comité de préparation (Rajendra Prasad)
- Comité des finances et du personnel (Rajendra Prasad)
- Comité des qualifications (Alladi Krishnaswami Aiyyar)
- Comité de la chambre (B. Pattabhi Sitaramayya)
- Comité de l'ordre du jour (K. M. Munshi)
- Comité ad hoc sur le drapeau national (Rajendra Prasad)
- Comité sur les fonctions de l'Assemblée constituante (G.V. Mavlankar)
- Comité des États (Jawaharlal Nehru)
- Comité consultatif sur les droits fondamentaux et les régions minoritaires, tribales et exclues (Vallabhbhai Patel)
  - Sous-comité des minorités (H. C. Mookherjee)
  - Sous-comité des droits fondamentaux (J. B. Kriplani)
  - Sous-comité des régions tribales de la frontière du nord-est et des régions exclues et partiellement exclues de l'Assam (Gopinath Bardoloi)
  - Sous-comité sur les régions exclues et partiellement exclues ailleurs qu'en Assam (A. V. Thakkar)
- Comité sur les pouvoirs de l'Union (Jawaharlal Nehru)
- Comité sur la Constitution de l'Union (Jawaharlal Nehru)

## Rédaction de la Constitution

### Résolution sur les objectifs
Le 13 décembre 1946, Jawaharlal Nehru présente à l'Assemblée constituante une résolution sur les objectifs (Objectives Resolution) qui est adoptée à l'unanimité le 22 janvier 1947 :

« # La présente Assemblée constituante déclare sa résolution ferme et solennelle à proclamer l'Inde comme République indépendante et souveraine et de rédiger pour sa gouvernance future une Constitution ;
1. DANS LAQUELLE les territoires qui font aujourd'hui partie de l'Inde britannique, les territoires qui font aujourd'hui partie des États indiens et les autres parties de l'Inde qui sont en dehors de l'Inde britannique et des États ainsi que les autres territoires qui désirent constituer l'Inde indépendante et souveraine formeront une Union ; et
2. DANS LAQUELLE lesdits territoires, avec leurs frontières actuelles ou d'autres frontières qui pourraient être déterminées par l'Assemblée constituante selon la loi de la Constitution, posséderont et garderont le statut d'unités autonomes avec les pouvoirs résiduels et exerceront tout pouvoir et fonction de gouvernement et d'administration à l'exception des pouvoirs et fonctions qui sont accordés ou assignés à l'Union ou qui sont inhérents ou impliqués pour l'Union ; et
3. DANS LAQUELLE tout pouvoir et autorité de l'Inde indépendante et souveraine, de ses parties constituantes et de ses organes de gouvernement sont dérivés du peuple ; et
4. DANS LAQUELLE il sera garanti à tout le peuple de l'Inde la justice sociale, économique et politique ; l'égalité de statut, des chances et devant la loi ; la liberté de pensée, d'expression, de croyance, de foi, de culte, de vocation, d'association et d'action, sujet à la loi et à la morale publique ; et
5. DANS LAQUELLE des garanties adéquates seront fournies aux minorités, aux régions arriérées et tribales, aux classes défavorisées ou autrement arriérées ; et
6. AINSI l'intégrité du territoire de la République et ses droits souverains sur la terre, la mer et l'air seront garantis selon la justice et la loi des nations civilisées ; et
7. Cette terre ancienne prend sa place méritée et honorée dans le monde et qu'elle entend faire sa pleine et volontaire contribution à la promotion d'un monde de paix et au bien-être de l'humanité. »

« # This Constituent Assembly declares its firm and solemn resolve to proclaim India as an Independent Soverign Republic and to draw up for her future governance a Constitution;
1. WHEREIN the territories that now comprise British India, the territories that now form the Indian States, and such other parts of India as are outside British India and the States as well as such other territories as are willing to be constituted into the Independent Sovereign India, shall be a Union of them all; and
2. WHEREIN the said territories, whether with their present boundaries or with such others as may be determined by the Constituent Assembly and thereafter according to the law of the Constitution, shall possess and retain the status of autonomous Units, together with residuary powers and exercise all powers and functions of goverrnment and administration, save and except such powers and functions as are vested in or assigned to the Union, or as are inherent or implied in the Union or resulting therefrom; and
3. WHEREIN all power and authority of the Sovereign Independent India, its constituent parts and organs of government, are derived from the people; and
4. WHEREIN shall be guaranteed and secured to all the people of India justice, social economic and political; equality of status, of opportunity, and before the law; freedom of thought, expression, belief, faith, worship, vocation, association and action, subject to law and public morality; and
5. WHEREIN adequate safeguards shall be provided for minorities, backward and tribal areas, and depressed and other backward classes; and
6. WHEREBY shall be maintained the integrity of the territory of the Republic and its soverign rights on land, sea, and air according to justice and the law of civilized nations; and
7. this ancient land attains its righful and honoured placed in the world and make its full and willing contribution to the promotion of world peace and the welfare of mankind. »

### Travail
La rédaction de la Constitution de l'Inde prend 2 ans et 11 mois. L'Assemblée constituante se réunit pendant 111 sessions et siège 165 jours, dont 114 consacrés à la rédaction de la Constitution. De manière générale, le travail se déroulait ainsi :
- les comités préparent des rapports sur les différentes questions ;
- Benegal Narsing Rau, conseiller constitutionnel de l'Assemblée, prépare un brouillon initial à partir de ces rapports et ses recherches en droit constitutionnel ;
- le comité de rédaction, présidé par Ambedkar, présente un brouillon détaillé qui est publié pour discussion publique ;
- le brouillon est discuté et des amendements adoptés ;
- la Constitution est adoptée.

La Constitution est adoptée le 26 novembre 1949 et officiellement signée par 284 membres de l'Assemblée constituante le 24 janvier 1950.